# HD 194918
HD 194918，又名BD-16 5609，SAO 163612、HR 7819，是一颗恒星，视星等为6.41，位于銀經28.97，銀緯-28.46，其B1900.0坐标为赤經20h 23m 5.5s，赤緯-16° -28.46′ 21″。